# John Carteret, 2. Earl Granville

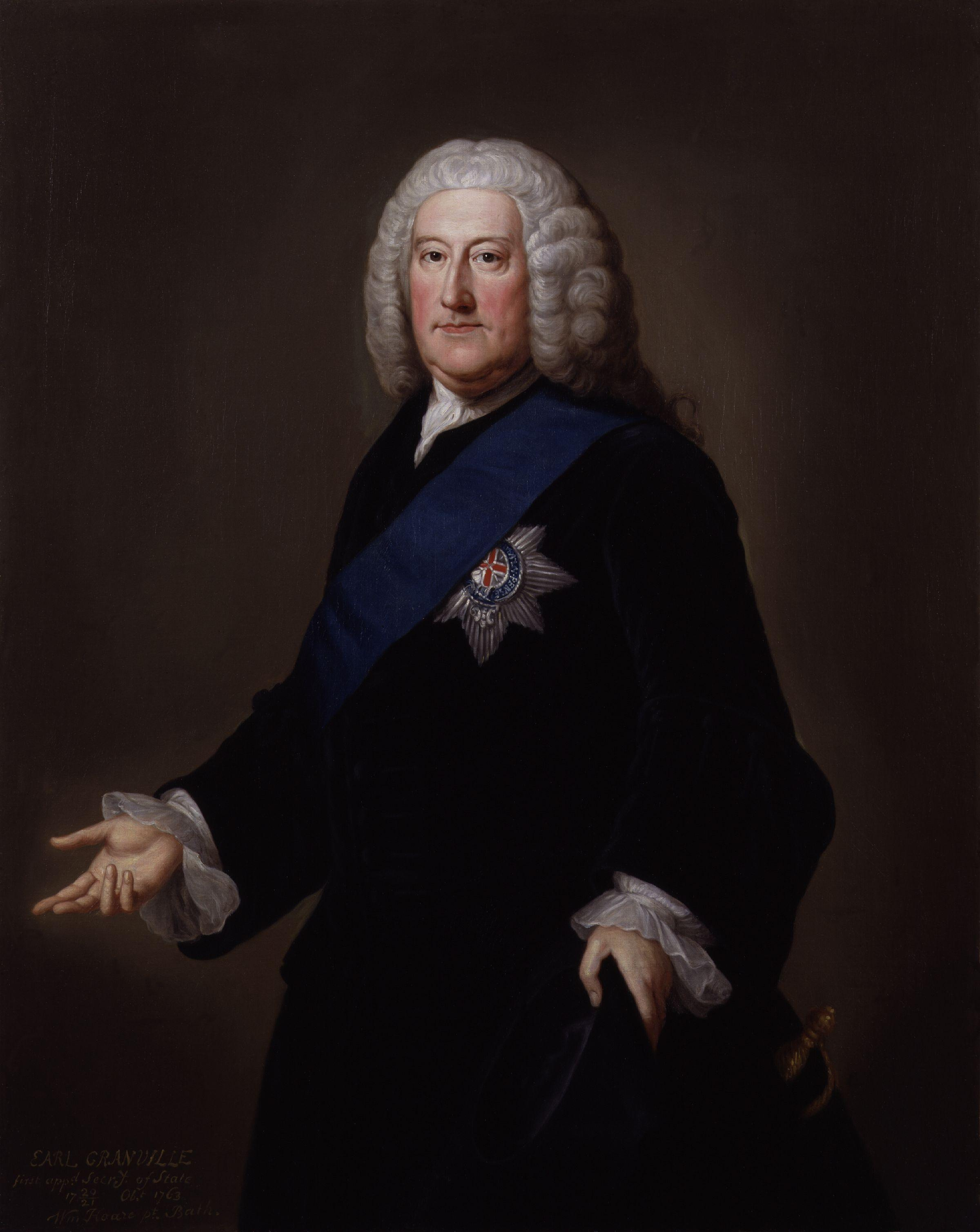
John Carteret, 2. Earl Granville

John Carteret, 2. Earl Granville, 2. Baron Carteret PC (* 22. April 1690 in Westminster, London; † 2. Januar 1763 in Bath, Somerset) war ein britischer Diplomat und Politiker.

## Familie und frühe Jahre
Carteret war der älteste Sohn von George Carteret, 1. Baron Carteret und Grace Carteret, 1. Countess Granville. Sein Urgroßvater mütterlicherseits war der berühmte Admiral Sir Richard Grenville. Die Familie war normannischer Herkunft und seit langem auf den Kanalinseln ansässig.
Bereits im Alter von fünf Jahren erbte er beim Tod seines Vaters dessen Adelstitel als 2. Baron Carteret und 3. Baronet, of Metesches. Er besuchte die Westminster School und studierte am Christ Church College der Universität Oxford.
Zeit seines Lebens galt er als besonders gebildet mit besonderen Kenntnissen nicht nur in den alten Sprachen, sondern auch in modernen Sprachen und der Literatur. Er war einer der ganz wenigen Briten seiner Zeit, die fließend deutsch sprechen und sich daher mit den Königen aus dem Haus Hannover in ihrer Muttersprache unterhalten konnten. Andererseits galt er jedoch auch als Intellektueller und Aristokrat mit wenig Verständnis für das Leben und Denken des gemeinen Volkes.
1710 heiratete Carteret Frances Worsley (1694–1743), Erbtochter des Politikers Sir Robert Worsley, 4. Baronet, und mütterlicherseits Enkelin von Thomas Thynne, 1. Viscount Weymouth. Mit seiner Volljährigkeit im folgenden Jahr nahm er 1711 seinen Sitz im House of Lords ein.
Auf den Kanalinseln war er von 1715 bis 1720, als er das Lehensgut verkaufte, 7. Seigneur von Sark. Außerdem hatte er (in Abwesenheit) ab 1715 das Amt des Bailiffs von Jersey inne und war Seigneur von St. Ouen in Jersey.

## Diplomatische Karriere
Im Jahre 1719 wurde er britischer Botschafter in Schweden. Er pflegte enge Kontakte mit sämtlichen Herrschern im nordischen Raum. Zwei Jahre später trat er als Minister in die Regierung von Sir Robert Walpole ein, dessen Intrigen er jedoch nicht gewachsen war.
Aufgrund dessen ging er 1724 nach Dublin als Lord Lieutenant of Ireland. Dieses Amt behielt er für sechs Jahre. Er galt als ein guter und beliebter Lord Lieutenant, dem es gelang, einen Ausgleich zwischen britischen und irischen Interessen zu erreichen.

## Politiker
Nach seiner Rückkehr nach London wurde Carteret Führer der Opposition im Oberhaus. Andere politische Ämter blieben ihm zunächst wegen seiner Differenzen mit Walpole verwehrt.
Erst 1742 gelang es der Opposition, Walpole zu stürzen, und Carteret trat wieder in die Regierung ein, zudem wurde er Leader of the House of Lords. Als Minister stützte er die politische Linie von König Georg II., wofür er heftig kritisiert wurde, und trat im Österreichischen Erbfolgekrieg für aktives Eingreifen auf dem Festland zugunsten des österreichischen Verbündeten ein. 1743 begleitete er dann auch den König nach Deutschland und nahm an der Schlacht bei Dettingen teil. Fünf Jahre später war Carteret wesentlich am Zustandekommen des Zweiten Aachener Friedens beteiligt, der den Erbfolgekrieg beendete.
Bereits 1743 war seine Frau gestorben. Im folgenden Jahr heiratete er Lady Sophia Fermor (1721–1745), Tochter des Thomas Fermor, 1. Earl of Pomfret, eine der Schönheiten der Londoner Gesellschaft, die jünger als Carterets Töchter aus erster Ehe war. Wenige Monate später erbte er beim Tod seiner Mutter 1744 deren Adelstitel als 2. Earl Granville und 2. Viscount Carteret. Seine zweite Frau starb schon im Jahre 1745. Diese Ehe stärkte den Ruf Carterets, ein Exzentriker zu sein.
1751 wurde er Lord President of the Council; er diente dem König wie auch dem Premierminister in dieser Funktion als Berater. Ein zwischenzeitliches Angebot, Premierminister zu werden, lehnte er ab und unterstützte anstelle dessen William Pitt.
Carteret bekleidete das Amt des Lord President bis zu seinem Tode im Jahre 1763. Seine Adelstitel gingen auf seinen Sohn Robert über.

## Nachkommen
Aus seiner ersten Ehe mit Frances Worsley hatte er sechs Kinder:
- Lady Grace Carteret (1713–1755), ⚭ 1729 Lionel Tollemache, 4. Earl of Dysart;
- Lady Louisa Carteret (1714–1736), ⚭ 1733 Thomas Thynne, 2. Viscount Weymouth;
- Lady Georgiana Caroline Carteret (1715–1780), ⚭ (1) 1734 Hon. John Spencer, Sohn des 3. Earl of Sunderland, ⚭ (2) 1750 William Cowper, 2. Earl Cowper;
- Hon. George Carteret (* 1716), starb jung;
- Lady Frances Carteret (1718–1788), ⚭ 1748 John Hay, 4. Marquess of Tweeddale;
- Robert Carteret, 3. Earl Granville (1721–1776).

Aus seiner zweiten Ehe mit Lady Sophia Fermor hatte er eine Tochter:
- Lady Sophia Carteret (1745–1771), ⚭ William Petty, 1. Marquess of Lansdowne, 1782–1783 britischer Premierminister.